# Dead or Alive 5 Last Round
Dead or Alive 5 Last Round è un videogioco picchiaduro a incontri sviluppato e pubblicato dalla Koei Tecmo Games, terzo ed ultimo remake del titolo Dead or Alive 5. Si tratta del primo videogioco della serie in sviluppo per PlayStation 4 e Xbox One, mentre per PlayStation 3 e Xbox 360 viene distribuito solo digitalmente. Per i giocatori di quest'ultima, che possiedono la versione Ultimate del gioco, possono installare un aggiornamento gratuito a Last Round, ma ciò non comporta l'utilizzo dei personaggi acquistabili e dei nuovi scenari disponibili per le versioni next-gen.
La data di uscita per il mercato giapponese è stata il 19 febbraio 2015 mentre per quello occidentale il 17 e il 20 febbraio. È stato inoltre pubblicato per Microsoft Windows esclusivamente tramite Steam.

## Sviluppo
Dead or Alive 5 Last Round è annunciato durante il torneo Dead or Alive 5 Ultimate Arcade Fighting Carnival 2014 organizzato da Tecmo. Questo titolo include i tre nuovi personaggi distribuiti tramite DLC in DOA5U (Phase 4, Marie Rose, Nyotengu) e due nuovi personaggi, Raidou e Honoka, oltre che i quattro personaggi ospiti della serie Virtua Fighter, 300 costumi per i personaggi e due remake di arene precedentemente apparse nella serie. Il videogioco è stato sviluppato con una risoluzione nativa in 1080p e una frequenza dei fotogrammi di 60 Hz.

### Collaborazioni
Nel marzo 2015, in seguito ad una collaborazione con Marvelous Entertainment, il Team Ninja ha distribuito tramite DLC a pagamento 16 costumi per i personaggi di Dead or Alive ispirati alla serie Senran Kagura; i costumi possono essere ridotti a brandelli su PlayStation 4 e Xbox One. Nel giugno dello stesso anno sono stati distribuiti 16 costumi ispirati alla serie Deception, sempre creata della Tecmo, anch'essi distruttibili. Nel luglio 2015 sono stati disegnati 16 costumi distruttibili per i personaggi del gioco dal disegnatore Tamiki Wakaki, autore di The World God Only Knows.
Nel settembre 2015 sono stati resi disponibili 16 costumi ispirati ai videogiochi della Nihon Falcom, mentre nel novembre 2015 16 costumi ispirati al videogioco per smartphone Schoolgirl Strikers della Square Enix, in seguito alla collaborazione tra Team Ninja e Square Enix per Dissidia Final Fantasy NT. Nell'inverno 2016 sono stati resi disponibili per il download dei costumi nati da una collaborazione con lo studio d'animazione Tatsunoko Production, autore di anime come Yattaman e Gatchaman.

## Personaggi
Oltre ai trentadue personaggi già presenti in Dead or Alive 5 Ultimate, compresi i personaggi ospiti di Virtua Fighter, saranno presenti quattro nuovi personaggi:
- Raidou, già boss e personaggio giocabile in Dead or Alive e Dead or Alive Dimensions. Raidou è stato ucciso da un'esplosione nello scontro con Kasumi nel primo Dead or Alive, ma il suo corpo è stato riportato in vita dalla MIST in forma semi-robotica.[12]
- Honoka, Una giovane studentessa, sembrerebbe essere amica e rivale allo stesso tempo di Marie Rose. Ha un suo stile di combattimento, Honoka Fu, che altro non è un insieme di varie mosse prese da tutti i lottatori. Alcune mosse, però, rilasciano un'energia rossa, indicando che Honoka ha magari qualche potere.[13]
- Naotora Ii[14]
- Mai Shiranui

## Livelli
Nel gioco sono presenti due nuovi stage rispetto a Ultimate, remake di livelli già incontrati nella serie: The Crimson (apparso in Dead or Alive 2) e The Danger Zone (apparso in Dead or Alive). Nell'agosto 2015 è stato distribuito gratuitamente lo stage Fireworks, mentre un altro stage ispirato a L'attacco dei giganti è stato pubblicato il 19 giugno 2016.

## Altre versioni

### Dead or Alive 5 Last Round: Core Fighters
Una versione free to play, intitolata Dead or Alive 5 Last Round: Core Fighters, sarà disponibile per PlayStation 4 con giocabili Ayane, Kasumi, Hayate e Hayabusa, con la possibilità di acquistare altri personaggi.
Per Xbox One sono invece disponibili due versioni: una versione demo di Dead or Alive 5 Last Round con i quattro personaggi base e senza la possibilità di comprare altri personaggi; oppure una versione a pagamento, chiamata Dead or Alive 5 Last Round: Core Fighters, che include anche i personaggi di Hitomi, Jann Lee, Bass e Tina oltre alla possibilità di espandere il gioco.